# Acénaphtènequinone
L'acénaphtènequinone est la quinone dérivée de l'acénaphtène de formule brute C10H6O2.
Elle est insoluble dans l'eau  mais soluble dans l'éthanol. Elle est utilisée comme intermédiaire dans la fabrication de colorants, de produits pharmaceutiques et de pesticides. Elle est également étudiée en recherche chimique comme drogue et substance thérapeutique.
Ce composé est classé comme irritant. Ses propriétés cancérigènes n'ont pas encore été complètement étudiées.